# Gotarz II. Partski
Gotarz II. Partski je bio vladarom Partskog Carstva. Vladao je od 40. do 51. Bio je sin Artabana II. Kad mu je otac umro oko 38., a njegov brat Vardan I. naslijedio prijestolje, digao je bunu.
Uskoro je postao omraženim zbog njegove okrutnosti. Čak je zaklao brata Artabana i njegovu cijelu obitelj - i Vardan je ponovo preuzeo prijestolje. Gotarz je tad pobjegao u Hirkaniju te okupio vojsku koju su mu činili pripadnici nomadskog plemena Daha. Rat između dvaju kraljeva konačno je završio sporazumom, jer su se oboje bojali urota njihovih plemenitaša. Gotarz se tako vratio u Hirkaniju. No, kad je Vardan ubijen oko 47. godine, Gotarza se je prihvaćalo za vladara po cijelom carstvu.
Nakon što je umro, naslijedio ga je brat Vonon II., koji je bio guvernerom Medije.

## Baština
Imao je petoricu sinovaca koji su bili na prijestoljima Partije i Armenije: Vologaz I., Pakor II., Hozroje I., Mitridat IV. i Tiridat I. Armenski.

## Vanjske poveznice
- Livius - članci o povijesti starog vijeka  Arhivirana inačica izvorne stranice od 16. travnja 2007. (Wayback Machine) Izvorni crtež iz Behistuna na kojem je prikazan Gotarz